# Christentum in Ägypten

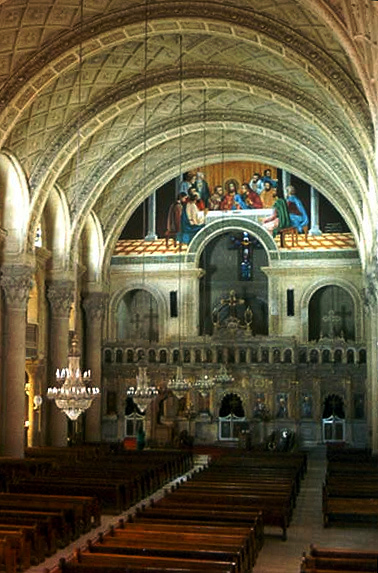
Innenraum der Sankt-Markus-Kathedrale in Alexandria

Das Christentum existiert in Ägypten bereits seit dem ersten Jahrhundert. Die christlichen Kirchen Ägyptens sind damit eine der ältesten christlichen Kirchen der Welt. Heute gehört nur noch eine Minderheit der ägyptischen Bevölkerung christlichen Kirchen an, ganz überwiegend der Koptisch Orthodoxen Kirche von Alexandria.

## Geschichte

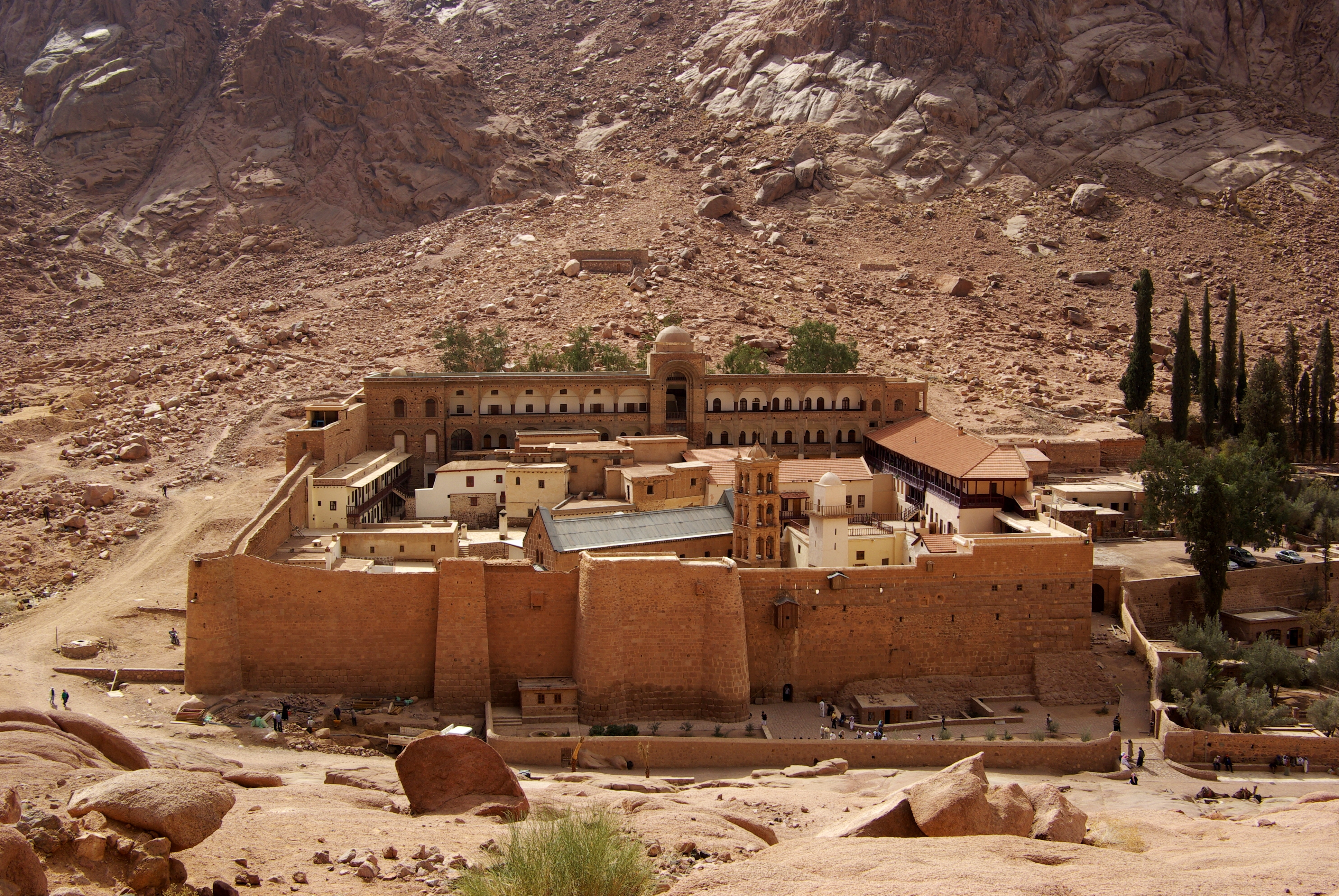
Katharinenkloster am Sinai

Das Christentum war im Gebiet des heutigen Ägyptens vor der Islamisierung im 7. Jahrhundert die dominierende Religion. Der Evangelist Markus soll innerhalb der Bevölkerung Ägyptens schon um das Jahr 50 missioniert haben. Die Mehrheit der ägyptischen Christen trug allerdings die Beschlüsse des Konzils von Chalcedon 451 nicht mit, was zu Abspaltung der Koptisch-Orthodoxen Kirche von den sogenannten chalcedonischen Kirchen führte, während die griechisch-orthodoxe Oberschicht in Ägypten den Beschlüssen des Konzils von Chalcedon folgte.
Nach der islamischen Eroberung sank die Zahl der koptischen Christen, die noch heute die mit Abstand größte christliche Kirche Ägyptens ist, jedoch rapide. Die Christen erhielten den Status von Dhimmis, durch den ihnen steuerliche Benachteiligungen auferlegt wurden und sie von zahlreichen Berufen ausgeschlossen wurden (siehe auch Christenverfolgung), andererseits aber auch vom Militärdienst verschont blieben.

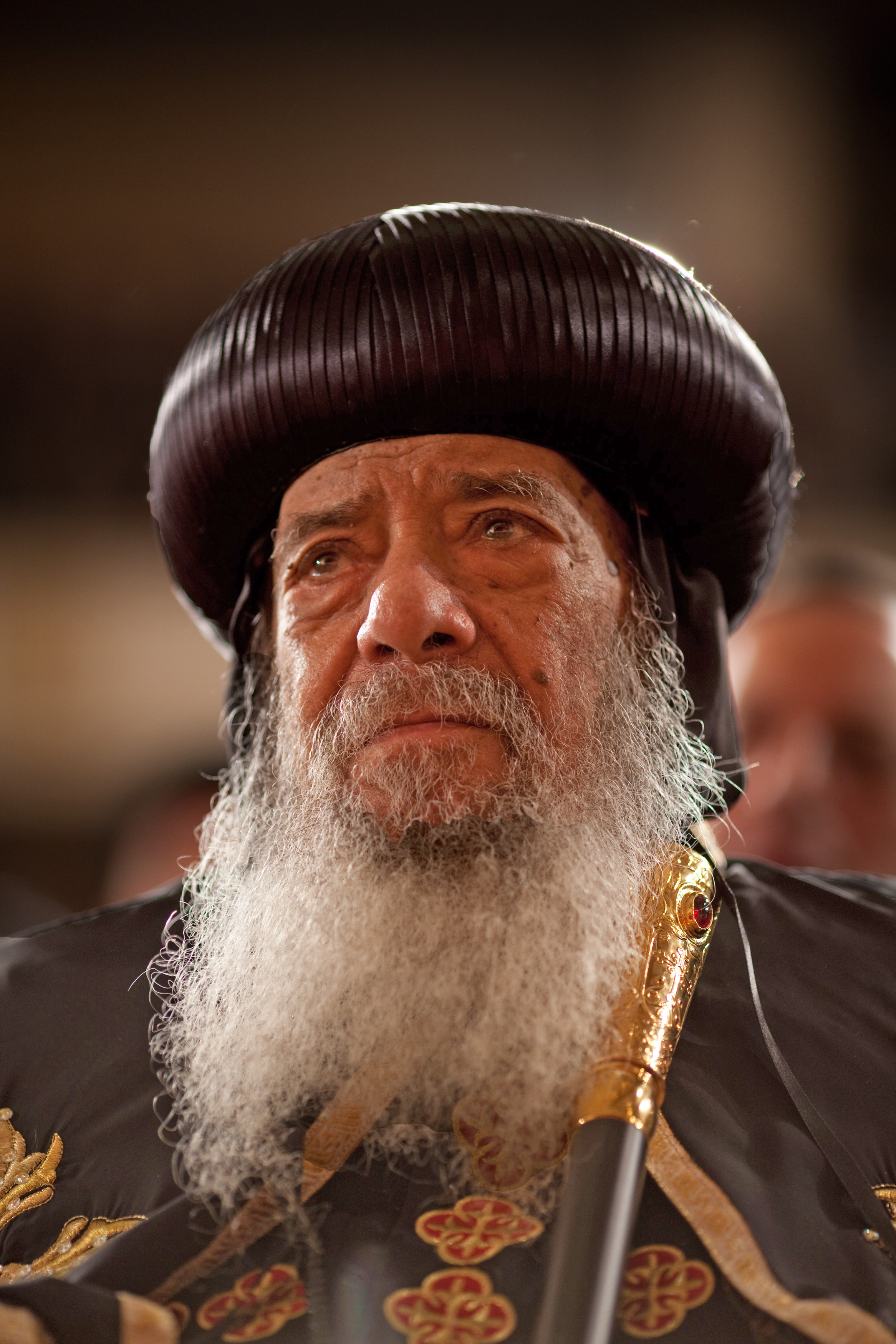
Das im März 2012 verstorbene Oberhaupt der koptischen Kirche, Schenuda III., Patriarch von Alexandrien und Papst des Stuhles vom Heiligen Markus (2009)

## Heutige Situation

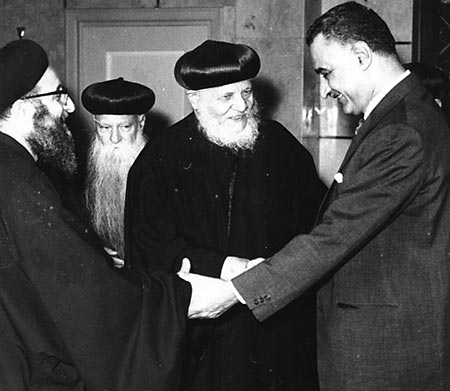
Präsident Nasser heißt eine Delegation koptischer Bischöfe willkommen (1965)

Während die fundamentalistischen Moslembrüder innerhalb des muslimischen Teils der Gesellschaft einen guten Ruf genießen, sind Christen  von Seiten der muslimischen Bevölkerung sowie der Schariatgerichte mit Vorurteilen und einer Diskriminierung innerhalb der Arbeitswelt konfrontiert, ebenso wie die Moslembrüder innerhalb eines Großteils der christlichen Gemeinden auf Ablehnung stoßen. Kirchenbau ist nur eingeschränkt möglich, und muslimische Geistliche rufen wiederholt zum Mord an Konvertiten zum Christentum auf. Oft kommt es zu gewalttätigen Zwischenfällen zwischen Christen und Muslimen, die Todesopfer auf beiden Seiten fordern und bei denen auch koptisches Kulturgut zerstört wird.
Zu Zeiten Nassers wurde Ägypten nicht als religiöser, sondern als arabisch-sozialistischer Nationalstaat definiert. Besonders seit den 1980er und den 1990er Jahren jedoch, in denen zahlreiche Ägypter als Arbeitssuchende in das erdölreiche Saudi-Arabien emigrierten und islamisch-wahhabitisches Gedankengut nach Ägypten brachten, werden ägyptische Christen in der Gesellschaft ausgegrenzt. So in den Medien, wo alle Nichtmuslime als „Kuffar“ (Ungläubige) bezeichnet werden. In der Politik sind wichtige strategische Schlüsselpositionen ausschließlich den Muslimen vorbehalten. Im Bildungssystem werden christliche Ägypter teils bereits im Kindesalter diskriminiert. In der Polizeiakademie oder in der Staatsanwaltschaft heißt es, man nehme nicht mehr als 1 % Kopten auf.
Da Hausschweine nicht von Muslimen gehalten werden dürfen (da sie als unrein angesehen werden), werden sie in Ägypten vorwiegend von Christen gezüchtet. Als im Frühjahr 2009 in vielen Teilen der Welt die Schweinepest ausbrach, wurden die Tierzüchter aufgefordert, ihre Schweine notzuschlachten, obwohl die Seuche in Ägypten noch gar nicht nachgewiesen war, die Krankheit in der Regel nicht auf Menschen übertragen wird und diese Maßnahme die wirtschaftliche Existenz der Christen gefährdete.

## Bevölkerungsanteil der Christen
Schätzungen über den Bevölkerungsanteil der Christen in Ägypten schwanken sehr stark zwischen 6 Prozent (staatliche Statistik und Angaben der meisten internationalen Quellen) und 15 Prozent. Auch christliche Quellen gehen von maximal 12 Prozent Christen aus, Angaben der Koptischen Kirche schwanken zwischen 8,57 Prozent (7 Mio.) und bis zu 20 Prozent.
Etwa ein Viertel aller Kopten lebt in Ägyptens Hauptstadt Kairo (bzw. zwei bis drei Millionen im Stadtteil Schubra). Überdurchschnittlich zahlreich sind Kopten auch in den mittleren Nil-Gouvernements al-Asiut, al-Minya und Qina, doch kann der Kairoer Anteil nicht auf das ganze Land hochgerechnet werden.
Kritischen Angaben zufolge würden sich nur zwei der sechs Millionen Kopten aktiv zum christlichen Glauben bekennen.

## Konfessionen
Unter den christlichen Gruppen sind die Koptisch-Orthodoxe Kirche, römischen Katholiken (weniger als 1 % der Bevölkerung), Protestanten (100 000), Syrisch-Orthodoxen, Armenisch-Orthodoxen, Zeugen Jehovas und die Siebenten-Tags-Adventisten.

### Kirchen mit Patriarchat Alexandria
1. Die Griechisch-Orthodoxe Kirche von Alexandria,
2. Die Koptisch-Katholische Kirche von Alexandria sowie die
3. Das Griechische Melkitisch-Katholische Patriarchat von Antiochien, Alexandria und Jerusalem

### Koptisch-Orthodoxe Kirche
Die Koptisch-Orthodoxe Kirche von Alexandria wird vom Papst von Alexandrien und Patriarch des Stuhles vom Heiligen Markus, derzeit Papst Tawadros II. geleitet. Sie hat derzeit:
- 11 Metropolien mit 10 Metropoliten (1 vakante Metropolie).
- 54 Diözesen in Ägypten und außerhalb Ägyptens mit 51 Suffraganbischöfen plus 2 Bischöfe, die eine bestimmte Gemeinde {die Eritreer} in den Vereinigten Staaten von Amerika und im Vereinigten Königreich betreuen. 3 Diözesen sind vakant.
- 9 Weihbischöfe (1 in einer Diözese in Frankreich, 2 in Diözesen in Ägypten und 6 Assistenten des Papstes in der Erzdiözese Kairo, die direkt dem Papst unterstellt ist.)
- 5 Exarchen (2 in der Erzdiözese Nordamerika, 1 im Vereinigten Königreich und 2 in Ost- und Südafrika)
- 9 Bischofsäbte von Patriarchalklöstern, plus 2 Klöster, die die Ernennung eines Abtbischofs erwarten.
- 7 Allgemeine Bischöfe, darunter 3 Bischöfe, die Patriarchatsinstitutionen leiten, 2 Sekretärbischöfe des Papstes und 2 Bischöfe ohne Portfolios.
- 1 Chorbischof.

## Rundfunkberichte
- Ulrich Pick: Verfolgte Christen – Keine Heimat mehr im Orient, Deutschlandfunk – „Hintergrund“ vom 3. März 2014